# 100
100 (C) je bilo prestopno leto, ki se je po julijanskem koledarju začelo na sredo.

## Dogodki
- 1. januar

## Smrti
- Heron, grški fizik, matematik, geometer, inženir (približni datum) (* okoli 20)